# Braunschweigs voetbalkampioenschap 1905/06
In 1905/06 werd het tweede Braunschweigs voetbalkampioenschap gespeeld, dat georganiseerd werd door de voetbalbond voor het hertogdom Braunschweig. Eintracht Braunschweig werd kampioen. Door de oprichting van de Noord-Duitse voetbalbond ging de club niet rechtstreeks naar de eindronde om de Duitse landstitel zoals het voorgaande jaar, maar passerde eerst langs de Noord-Duitse eindronde. De club versloeg Hannoverscher FC 96 en Werder Bremen alvorens in de finale te verliezen van Victoria Hamburg.
FV 05 Braunschweig was een fusie tussen FC Einigkeit en FC Viktoria. 

## Eindstand
| Plaats | Club                           | Wed. | W | G | V | Saldo | Ptn |
| ------ | ------------------------------ | ---- | - | - | - | ----- | --- |
| 1.     | FuCC Eintracht Braunschweig    | 2    | 2 | 0 | 0 | 15:3  | 4:0 |
| 2.     | FV 05 Braunschweig             | 2    | 1 | 0 | 1 | 12:7  | 2:0 |
| 3.     | FuCC Eintracht Braunschweig II | 2    | 0 | 0 | 2 | 0:17  | 0:4 |

|  | Kampioen |